# ニコラ・コッツァ
ニコラ・ルイ・マルセル・コッツァ（フランス語: Nicolas Louis Marcel Cozza、1999年1月8日 - ）は、フランス・ガンジュ出身のサッカー選手。VfLヴォルフスブルク所属。ポジションはDF。

## クラブ歴
2010年にモンペリエHSCの下部組織に加入し、2017年6月14日にプロ契約を締結した。同年11月19日のリーグ・アンに出場しプロ初出場を記録した。
2023年1月25日、VfLヴォルフスブルクに4年半契約で移籍した。

## 代表歴
年代別代表ではフランス代表としてUEFA U-19欧州選手権2018、2019 FIFA U-20ワールドカップ、UEFA U-21欧州選手権2021に出場した。

## 私生活
祖父はモンペリエの初代主将を務めたサッカー選手のジャン＝ルイ・ブッソンである。また、イタリアのカラブリア州の血も引いている。